# Lausanne–Echallens–Bercher-Bahn
| LEB-Zug bei Bercher |                      |                               |                               |
| Streckennummer (BAV): | 101                  |                               |                               |
| Fahrplanfeld: | 101                  |                               |                               |
| Streckenlänge: | 23,67 km             |                               |                               |
| Spurweite: | 1000 mm (Meterspur)  |                               |                               |
| Stromsystem: | Oberleitung 1500 V = |                               |                               |
| Maximale Neigung: | 60 ‰                 |                               |                               |
| |                      |                               |                               |
| \| \| \| → Linie M1 \| \| \| \| −0,8 \| Lausanne-Flon \| 472 m ü. M. \| \| \| \| ← Linie M2 \| \| \| \| \| Tunnel de Chauderon (985 m) \| \| \| \| −0,4 \| Lausanne-Chauderon \| 471 m ü. M. \| \| \| \| ↔ Verbindung Sébeillon–Tridel \| \| \| \| 0,0 \| Lausanne-Chauderon \| Lausanne-Chauderon \| \| \| \| Umtrassierung 1995 \| \| \| \| \| \| \| \| \| 1,0 \| Montétan \| 498 m ü. M. \| \| \| \| \| \| \| \| 1,6 \| Union-Prilly \| 508 m ü. M. \| \| \| 2,2 \| Prilly-Chasseur \| 525 m ü. M. \| \| \| 2,7 \| Cery–Fleur-de-Lys \| 543 m ü. M. \| \| \| \| Ruisseau de Broye \| \| \| \| 3,3 \| Jouxtens-Mézery \| 555 m ü. M. \| \| \| \| A9 \| \| \| \| 4,2 \| Le Lussex \| 592 m ü. M. \| \| \| 4,9 \| Romanel-sur-Lausanne \| 591 m ü. M. \| \| \| 5,9 \| Vernand-Camarès \| 598 m ü. M. \| \| \| 6,7 \| Bel-Air LEB \| 605 m ü. M. \| \| \| \| Umtrassierung 2001 \| \| \| \| \| Mèbre \| \| \| \| \| \| \| \| \| 7,4 \| Cheseaux \| 607 m ü. M. \| \| \| 8,2 \| Les Ripes \| 623 m ü. M. \| \| \| 9,2 \| Etagnières \| 631 m ü. M. \| \| \| \| Bullet \| \| \| \| 10,8 \| Assens \| 625 m ü. M. \| \| \| \| Umtrassierung 1908 \| \| \| \| 14,2 \| Echallens Depot \| 617 m ü. M. \| \| \| \| \| \| \| \| 14,8 \| Sur Roche \| 625 m ü. M. \| \| \| \| Talent \| \| \| \| 15,2 \| Grésaley \| 620 m ü. M. \| \| \| \| Sauteru \| \| \| \| 17,4 \| Sugnens \| 648 m ü. M. \| \| \| \| Châtelard \| 652 m ü. M. \| \| \| 20,2 \| Fey \| 647 m ü. M. \| \| \| 22,8 \| Bercher \| 627 m ü. M. \| |                      |                               |                               |
| U-Bahn-Strecke von rechts (im Tunnel) · U-Bahn-Strecke von links (im Tunnel) |                      | → Linie M1                    | → Linie M1                    |
| | −0,8                 | Lausanne-Flon                 | 472 m ü. M.                   |
| U-Bahn-Strecke nach rechts (im Tunnel) · Strecke (im Tunnel) |                      | ← Linie M2                    | ← Linie M2                    |
| Strecke (im Tunnel) |                      | Tunnel de Chauderon (985 m)   | Tunnel de Chauderon (985 m)   |
| Bahnhof (im Tunnel) | −0,4                 | Lausanne-Chauderon            | 471 m ü. M.                   |
| Kreuzung mit Tunnelstrecke (im Tunnel) |                      | ↔ Verbindung Sébeillon–Tridel | ↔ Verbindung Sébeillon–Tridel |
| Kopfbahnhof Streckenanfang (Strecke außer Betrieb) | 0,0                  | Lausanne-Chauderon            | Lausanne-Chauderon            |
| Strecke (im Tunnel) · Tunnelende (Strecke außer Betrieb) · Blockstelle (Strecke außer Betrieb) |                      | Umtrassierung 1995            | Umtrassierung 1995            |
| Strecke (im Tunnel) |                      |                               |                               |
| Tunnelende · Haltepunkt / Haltestelle (Strecke außer Betrieb) | 1,0                  | Montétan                      | 498 m ü. M.                   |
| |                      |                               |                               |
| Bahnhof | 1,6                  | Union-Prilly                  | 508 m ü. M.                   |
| Haltepunkt / Haltestelle | 2,2                  | Prilly-Chasseur               | 525 m ü. M.                   |
| Haltepunkt / Haltestelle | 2,7                  | Cery–Fleur-de-Lys             | 543 m ü. M.                   |
| Brücke über Wasserlauf |                      | Ruisseau de Broye             | Ruisseau de Broye             |
| Bahnhof | 3,3                  | Jouxtens-Mézery               | 555 m ü. M.                   |
| |                      | A9                            |                               |
| Haltepunkt / Haltestelle | 4,2                  | Le Lussex                     | 592 m ü. M.                   |
| Bahnhof | 4,9                  | Romanel-sur-Lausanne          | 591 m ü. M.                   |
| Haltepunkt / Haltestelle | 5,9                  | Vernand-Camarès               | 598 m ü. M.                   |
| Haltepunkt / Haltestelle | 6,7                  | Bel-Air LEB                   | 605 m ü. M.                   |
| |                      | Umtrassierung 2001            |                               |
| Brücke über Wasserlauf (Strecke außer Betrieb) · Brücke über Wasserlauf |                      | Mèbre                         | Mèbre                         |
| |                      |                               |                               |
| Bahnhof | 7,4                  | Cheseaux                      | 607 m ü. M.                   |
| Haltepunkt / Haltestelle | 8,2                  | Les Ripes                     | 623 m ü. M.                   |
| Haltepunkt / Haltestelle | 9,2                  | Etagnières                    | 631 m ü. M.                   |
| Brücke über Wasserlauf |                      | Bullet                        | Bullet                        |
| Bahnhof | 10,8                 | Assens                        | 625 m ü. M.                   |
| |                      | Umtrassierung 1908            |                               |
| Strecke (außer Betrieb) · Bahnhof | 14,2                 | Echallens Depot               | 617 m ü. M.                   |
| Strecke nach links (außer Betrieb) · Abzweig geradeaus und ehemals nach rechts |                      |                               |                               |
| Haltepunkt / Haltestelle | 14,8                 | Sur Roche                     | 625 m ü. M.                   |
| Brücke über Wasserlauf |                      | Talent                        | Talent                        |
| Haltepunkt / Haltestelle | 15,2                 | Grésaley                      | 620 m ü. M.                   |
| Brücke über Wasserlauf |                      | Sauteru                       | Sauteru                       |
| Bahnhof | 17,4                 | Sugnens                       | 648 m ü. M.                   |
| Kulminations-/Scheitelpunkt |                      | Châtelard                     | 652 m ü. M.                   |
| Haltepunkt / Haltestelle | 20,2                 | Fey                           | 647 m ü. M.                   |
| Kopfbahnhof Streckenende | 22,8                 | Bercher                       | 627 m ü. M.                   |

Die Lausanne-Echallens-Bercher-Bahn, abgekürzt LEB, französisch Chemin de fer Lausanne–Echallens–Bercher, ist eine meterspurige Privatbahn im Kanton Waadt in der Schweiz.
Die knapp 24 Kilometer lange Strecke führt vom Stadtzentrum von Lausanne durch die nördlichen Vororte und weiter nach Echallens und Bercher im Gros de Vaud, dem Waadtländer Hinterland. Die LEB ist eine moderne Vorortbahn, die in Lausanne im Tunnel verkehrt. Die Züge fahren alle 30 Minuten (zwischen Echallens und Bercher gibt es einige wenige Taktlücken am Vormittag). Werktags wird ein Viertelstundentakt bis Cheseaux angeboten. Montags bis freitags verkehren in Lastrichtung einige beschleunigte Hauptverkehrszüge. An Sonntagen im Juli und August verkehren zwischen Cheseaux-sur-Lausanne und Bercher Nostalgie-Dampfzüge.

## Strecke

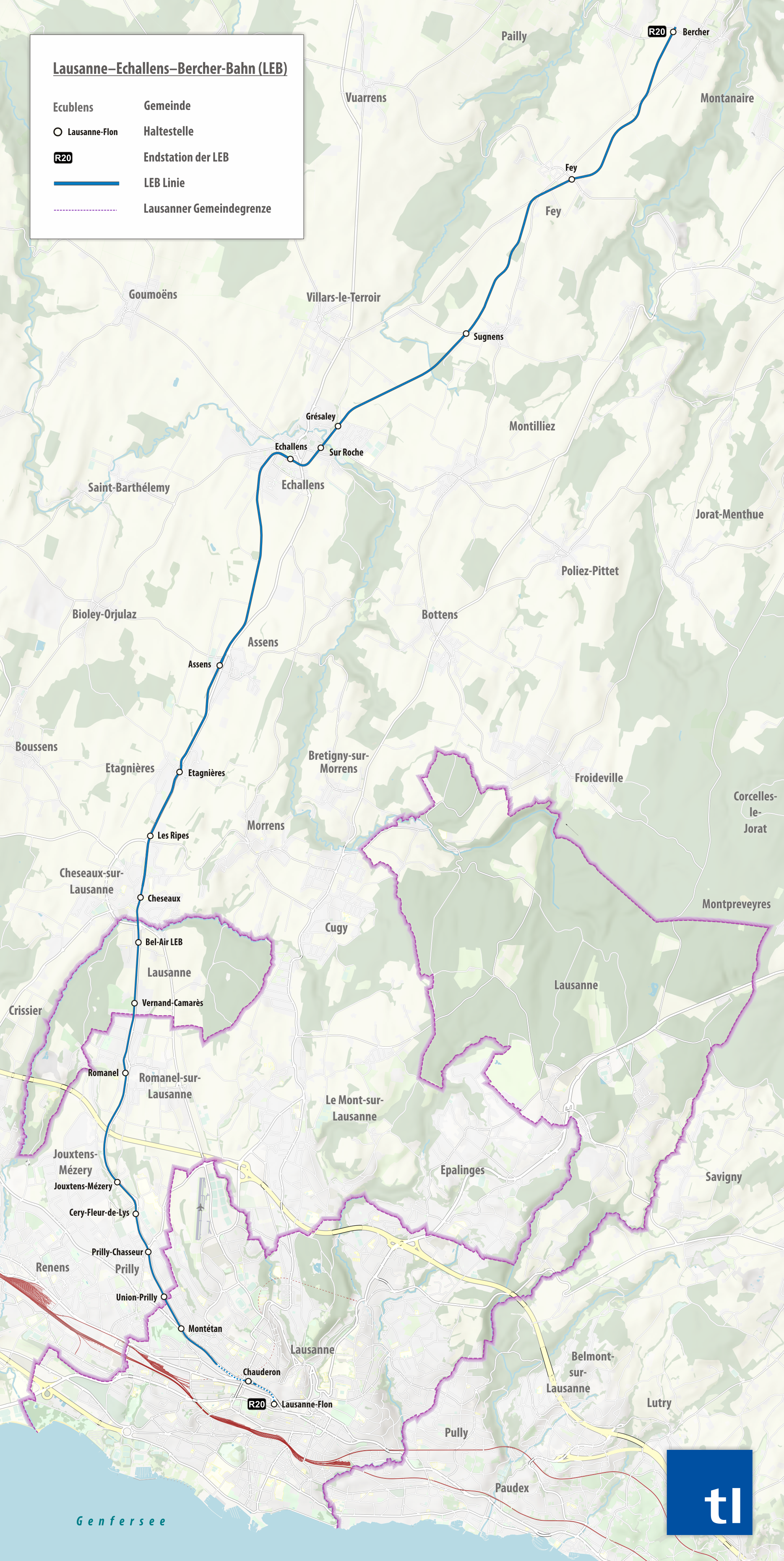
Streckenplan der LEB

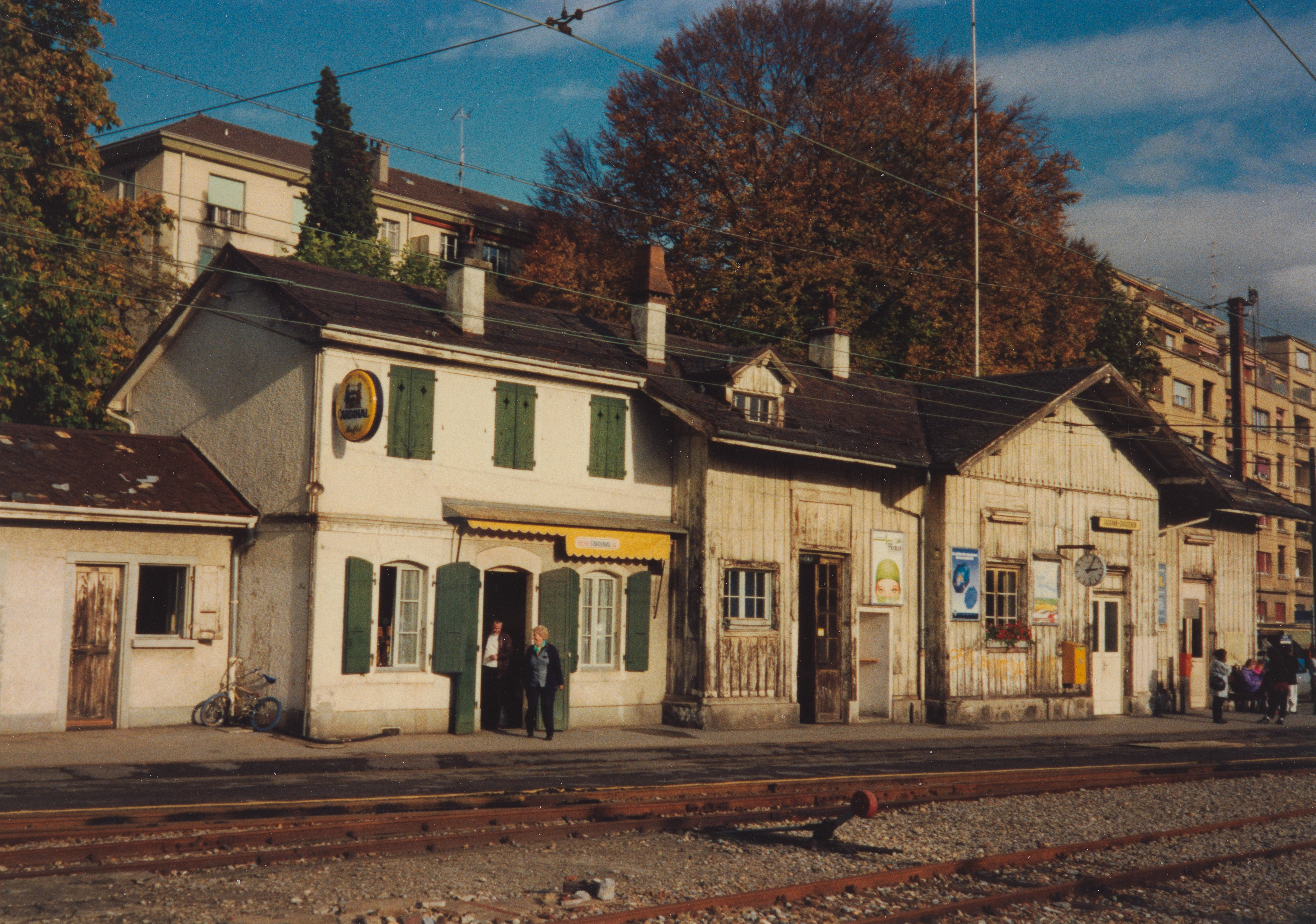
Ehemalige Endstation Lausanne-Chauderon (1990)

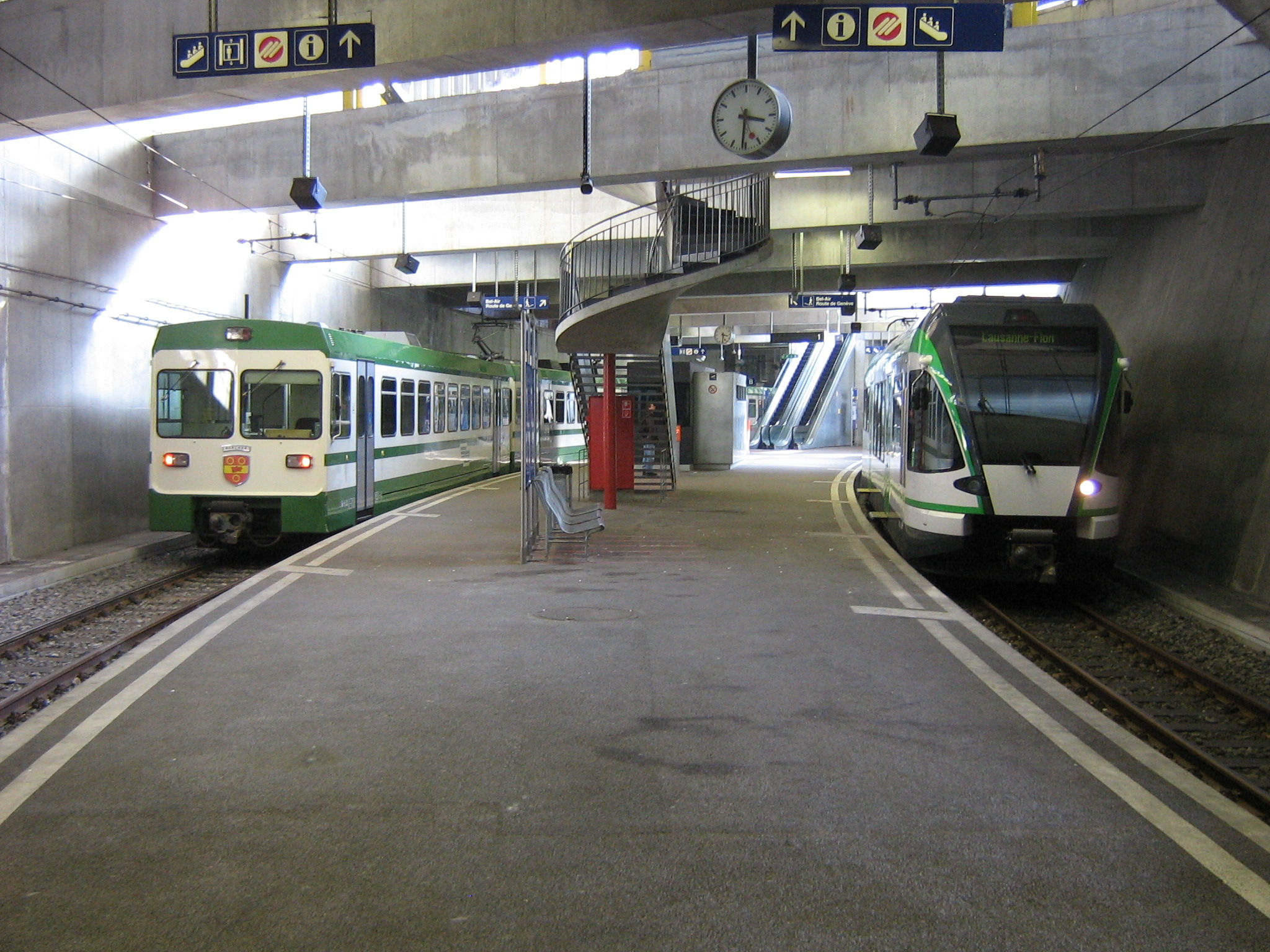
Tunnelbahnhof Lausanne-Flon, Endstation seit 2000 (2011)

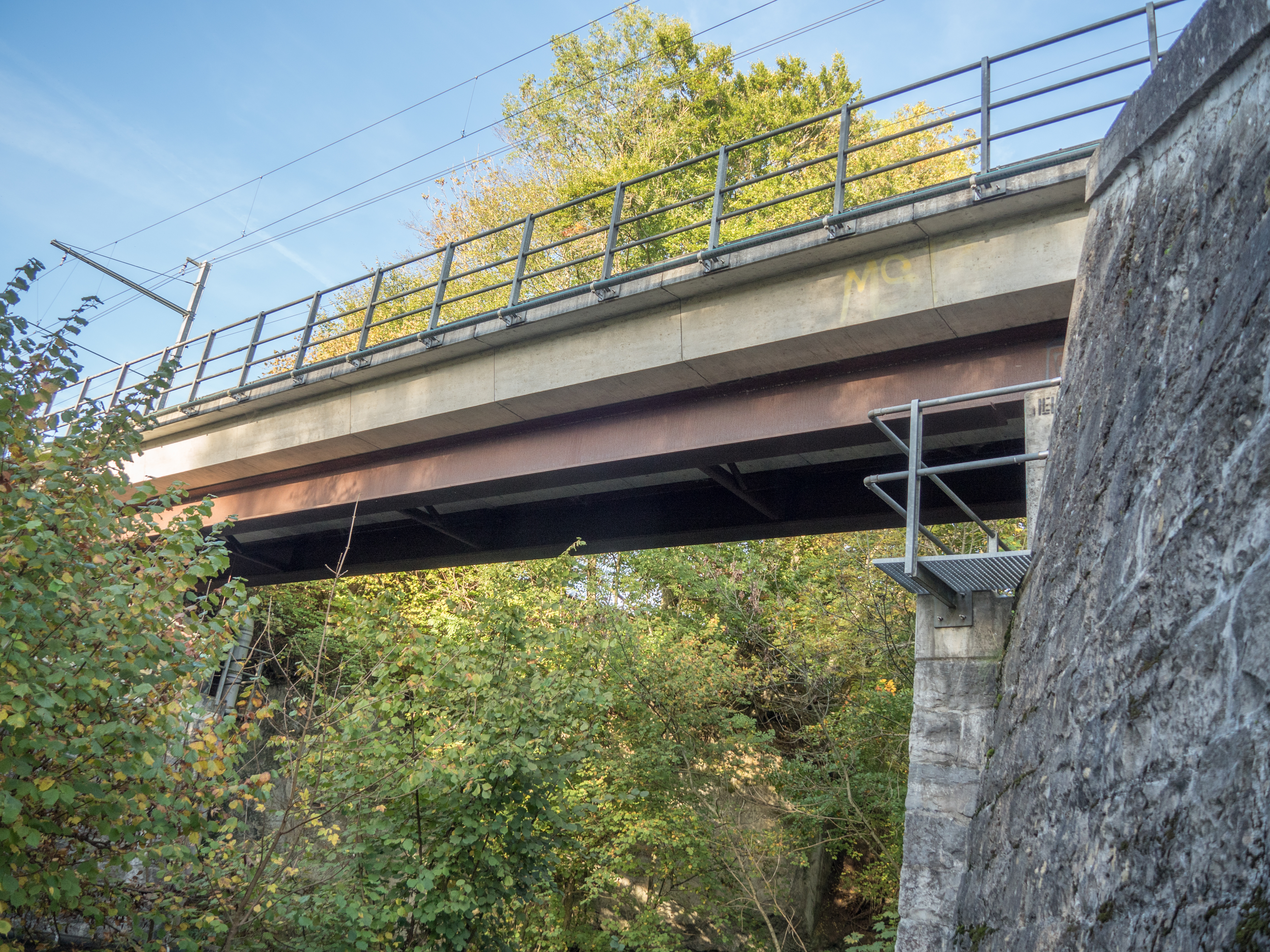
LEB-Brücke über den Talent bei Echallens

Der Ausgangspunkt befindet sich mitten im Stadtzentrum von Lausanne bei der Tunnelstation Flon (472 m ü. M.). Hier befinden sich auch die Endstation der Linie M1 der Métro Lausanne und eine Zwischenstation der Linie M2 der Métro Lausanne der Transports publics de la région lausannoise. Die LEB-Strecke führt 500 Meter in Richtung Nordwesten in einem doppelspurigen Tunnel bis zur ebenfalls im Tunnel befindlichen Station Chauderon. Der doppelspurige Tunnel wurde verlängert und endet kurz vor Union-Prilly. Damit werden Unfälle auf der Avenue d’Echallens verhindert und der Fahrplan stabilisiert. Seit dem 15. Mai 2022 fahren die Züge wieder auf der ganzen Strecke und befahren nun den verlängerten Tunnel. Auf der restlichen einspurigen Strecke gibt es insgesamt sieben Ausweichen.
Zwischen Union-Prilly und Cery-Fleur-de-Lys steigt die Strecke mit 35 Promille an. Zwischen Jouxtens-Mézery und Le Lussex (590 m ü. M.) folgt ein weiterer Steilabschnitt mit einer Steigung von 40 Promille. Die Strecke verläuft ab hier nach Norden, immer noch der Hauptstrasse entlang, jetzt aber relativ flach. Bis Cheseaux-sur-Lausanne (608 m ü. M.) ist die Umgebung städtisch und wird ab dort zunehmend ländlicher. Nördlich von Assens (625 m ü. M.) verläuft die Strecke abseits der Hauptstrasse.
Beim Bahnhof von Echallens (617 m ü. M.) befindet sich der Betriebsmittelpunkt mit Depot und Werkstatt. Kurz darauf wird der Fluss Talent auf einer Brücke überquert. Ab hier verläuft die Strecke in Richtung Nordosten. Zwischen Sugnens und Fey wird der Kulminationspunkt auf 652 m ü. M. erreicht. Im Bahnhof von Bercher (627 m ü. M.) endet die Strecke.

## Geschichte

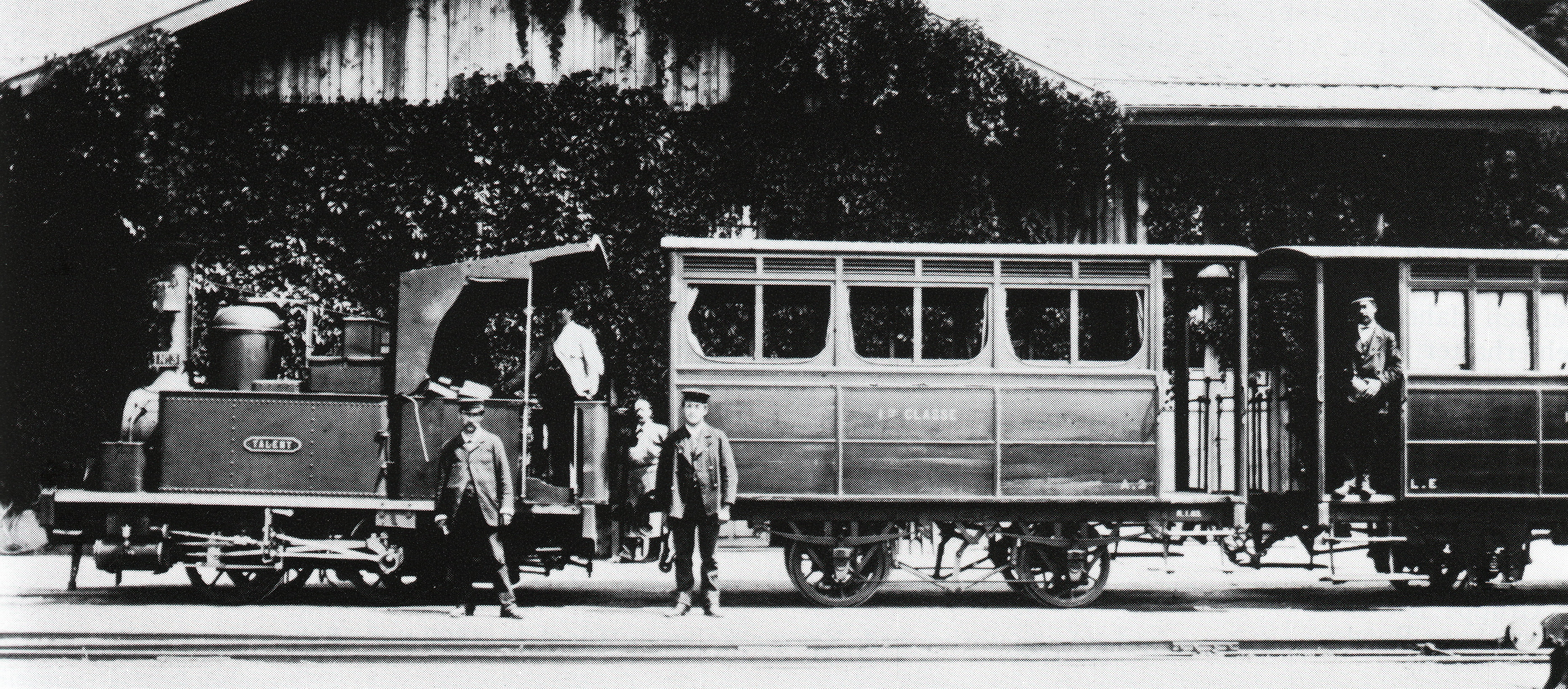
Personenzug der LEB mit Dampflokomotive G2 Nr. 3 Talent, vor 1910

1871 wurde ein erstes Konzessionsgesuch für eine Strecke zwischen Lausanne und Echallens eingereicht. Geplant war eine Art Einschienenbahn, bei der ein einzelnes Führungsgleis auf der Strasse verlegt werden sollte. Die Züge wären mit normalen Rädern wie bei Pferdefuhrwerken ausgestattet gewesen und hätten eine Höchstgeschwindigkeit von 719 km/h erreicht. Das zuständige Bundesamt lehnte jedoch das Gesuch wegen technischer Mängel und der Unausgereiftheit des Systems ab. Stattdessen schrieb es eine konventionelle Schmalspurbahn vor. Die Bauarbeiten an der «Chemin de fer Lausanne-Echallens» begannen im Dezember 1872.
Die Strecke zwischen Lausanne-Chauderon und Cheseaux-sur-Lausanne wurde am 4. November 1873 eröffnet. Es wurde mit Dampflokomotiven gefahren. Das Rollmaterial stammte von der soeben stillgelegten Mont-Cenis-Bahn zwischen Frankreich und Italien, die durch den Mont-Cenis-Tunnel ersetzt worden war. Die Bergstrecke wurde als Provisorium von 1868 bis 1871 betrieben und wurde nach der Fertigstellung des Tunnels wieder abgebrochen. Am 1. Juni 1874 erfolgte die Eröffnung des Abschnitts zwischen Cheseaux-sur-Lausanne und Echallens. In den Anfangsjahren musste auf der Avenue d’Echallens in Lausanne und Prilly ein Mann vor dem Zug herlaufen und die Passanten vor der herannahenden Gefahr warnen, während des Tages mit einer Fahne, während der Nacht mit einer Laterne. Diese Angestellten erhielten bald den Spitznamen «nègre fédéral» (Bundesneger), da diese Regelung vom Eisenbahn-Bundesamt aufgestellt worden war.
Eine zweite Gesellschaft, die Central Vaudois, eröffnete am 24. November 1889 die Strecke zwischen Echallens und Bercher. Doch diese Gesellschaft war weitaus weniger erfolgreich als die «Chemin de fer Lausanne-Echallens» und geriet bald in finanzielle Schwierigkeiten. Schliesslich erfolgte am 1. Januar 1913 die Fusion, und es entstand die heute noch bestehende LEB. Die gesamte Strecke wurde 1936 mit Gleichstrom elektrifiziert. Während auf dem Eigentrassee eine Spannung von 1500 Volt zur Anwendung kam, wurde für den in der Strasse verlaufenden, tramähnlichen Abschnitt in der Avenue d’Echallens in Lausanne und Prilly eine Spannung von 650 Volt angewandt. Nach Einstellung des Trams in der Stadt Lausanne wurde die Spannung auf der ganzen Strecke auf 1500 Volt angehoben.
Schon bei der Eröffnung im Jahr 1873 war vorgesehen gewesen, die Endstation in Lausanne bei Flon zu bauen, um damit ein Umsteigen in die Standseilbahn nach Ouchy zu ermöglichen. Doch dann begnügte man sich über 120 Jahre lang mit einer provisorischen Endstation mitten auf der Place Chauderon. Zu Beginn der 1990er Jahre begann der Bau des Tunnels in die Innenstadt. Am 28. Mai 1995 wurde die bisherige Endstation Chauderon an der Oberfläche durch eine Tunnelstation ersetzt. Der Tunnel wurde am 28. Mai 2000 bis Flon verlängert.
Heutzutage wird die LEB durch das Lausanner Verkehrsunternehmen Transports publics de la région lausannoise (TL) betrieben.

## Fahrzeugpark
Triebwagen
- BDe 4/4 21 (1935)

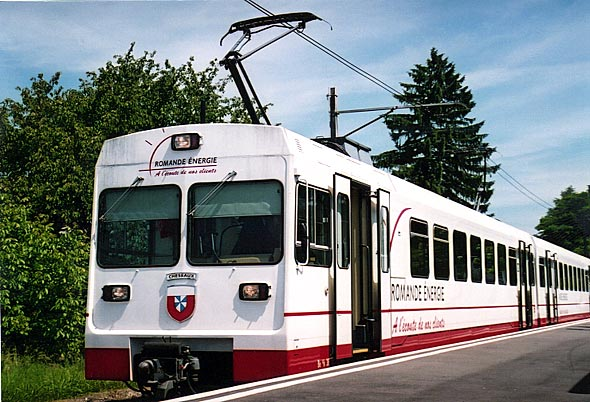
Ein LEB-Zug beim Bahnhof Bercher

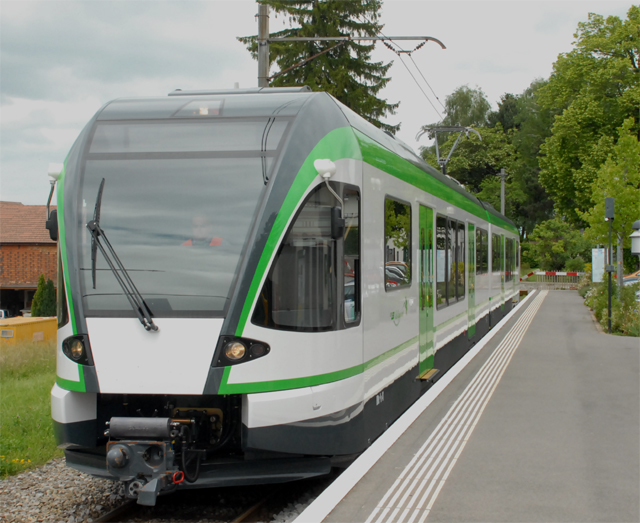
Ein RBe 4/8 in Bercher

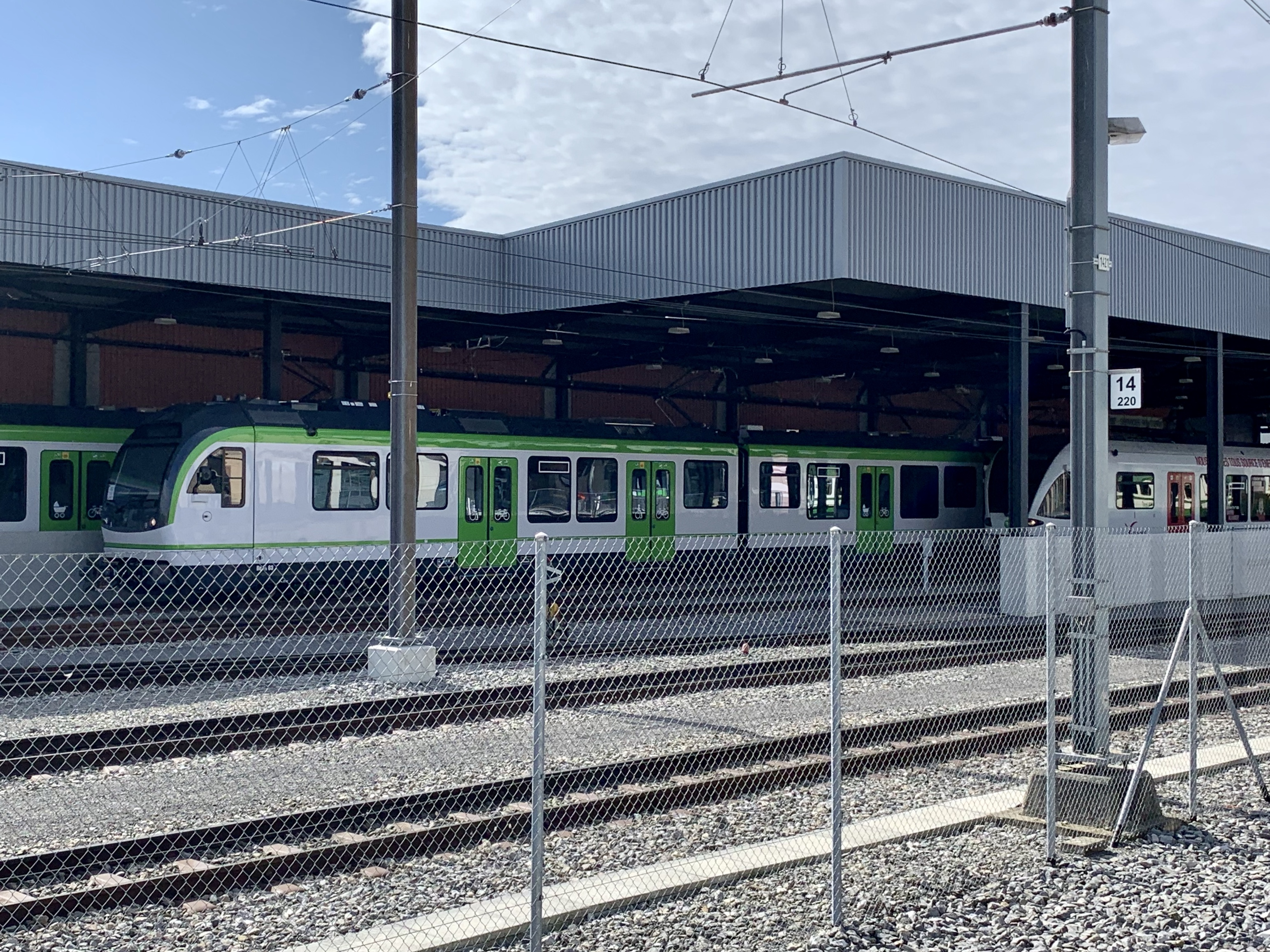
Neuer LEB Triebzug Be 4/8 63 in Echallens

- BDe 4/4 22 (1935), 1991 an Chemin de fer Nyon–Saint-Cergue–Morez (NStCM) abgegeben
- BDe 4/4 23 und 24 (1935/47); ausrangiert
- Are 4/4 25 (Umbau 1998), ex BDe 4/4 25 (1947)
- Be 4/4 26 und 27 (1966); ausrangiert, 2020 beide an FCE Madagaska
- Be 4/8 31 bis 33 (1985); wurden 2021 ausrangiert und abgebrochen[1]
- Be 4/8 34 bis 36 (1991); wurden nach Nordfrankreich abtransportiert[2]; verkauft an Arterail, Lille[3]
- RBe 4/8 41 bis 46 (2010) Stadler
- RBe 4/8 47 bis 50 (2016/17) Stadler
- Be 4/8 61 bis 66 (2020) Stadler

Steuerwagen
- Bt 51 und 52 (1964)

Historischer Fahrzeugpark
- G 3/3 8 Echallens (1910)
- C2 10 (1908)
- C2 12 (1914)
- B2 11 (1916) ex Biel-Täuffelen-Ins-Bahn (BTI)
- Z2 5 (1935) Barwagen

Des Weiteren befinden sich die Dampflokomotive G 3/3 5 Bercher (1890) und der B2 5 (1865) ex Chemin de fer du Mont-Cenis (MC), bei der Museumsbahn Blonay–Chamby (BC)
Um einen geplanten Angebotsausbau umsetzen zu können und für den Ersatz von älterem Rollmaterial hat die Chemin de fer Lausanne–Echallens–Bercher (LEB) im Jahr 2017 bei Stadler sechs dreiteilige Triebzüge Be 4/8 bestellt. Im Juli 2019 begannen die Auslieferung mit dem Be 4/8 61. Im Februar 2020 wurde ein weiterer Zug abgeliefert.
Am 18. März 2020 wurde ein weiteres Fahrzeug in die Westschweiz gebracht. Der letzte Zug Be 4/8 66 war vorübergehend hinter dem Bahnhof Gossau SG abgestellt, wahrscheinlich aus Platzmangel im Depot in Echallens.
Im Mai 2021 begann die Ausrangierung und der Abbruch der Be 4/8 31–36. Zur Wiederverwertung wurden bisher die Be 4/8 31 und 33 abtransportiert. Die Be 4/8 34 und 35 wurden am 20. Dezember 2022 nach Nordfrankreich abtransportiert. Weiteres ist nicht bekannt.